# Domingo de Soto

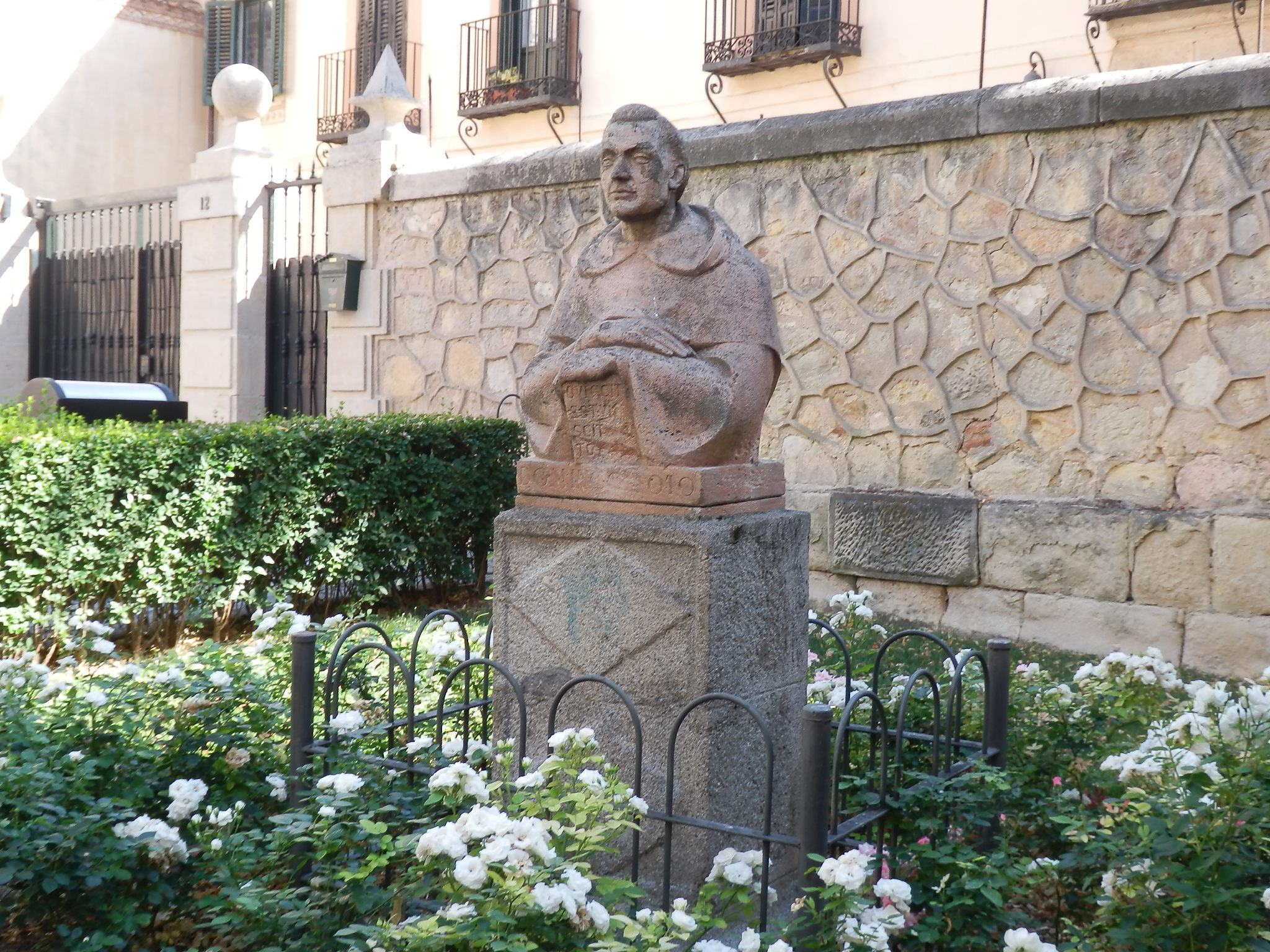
Domingo de Soto, Segovia

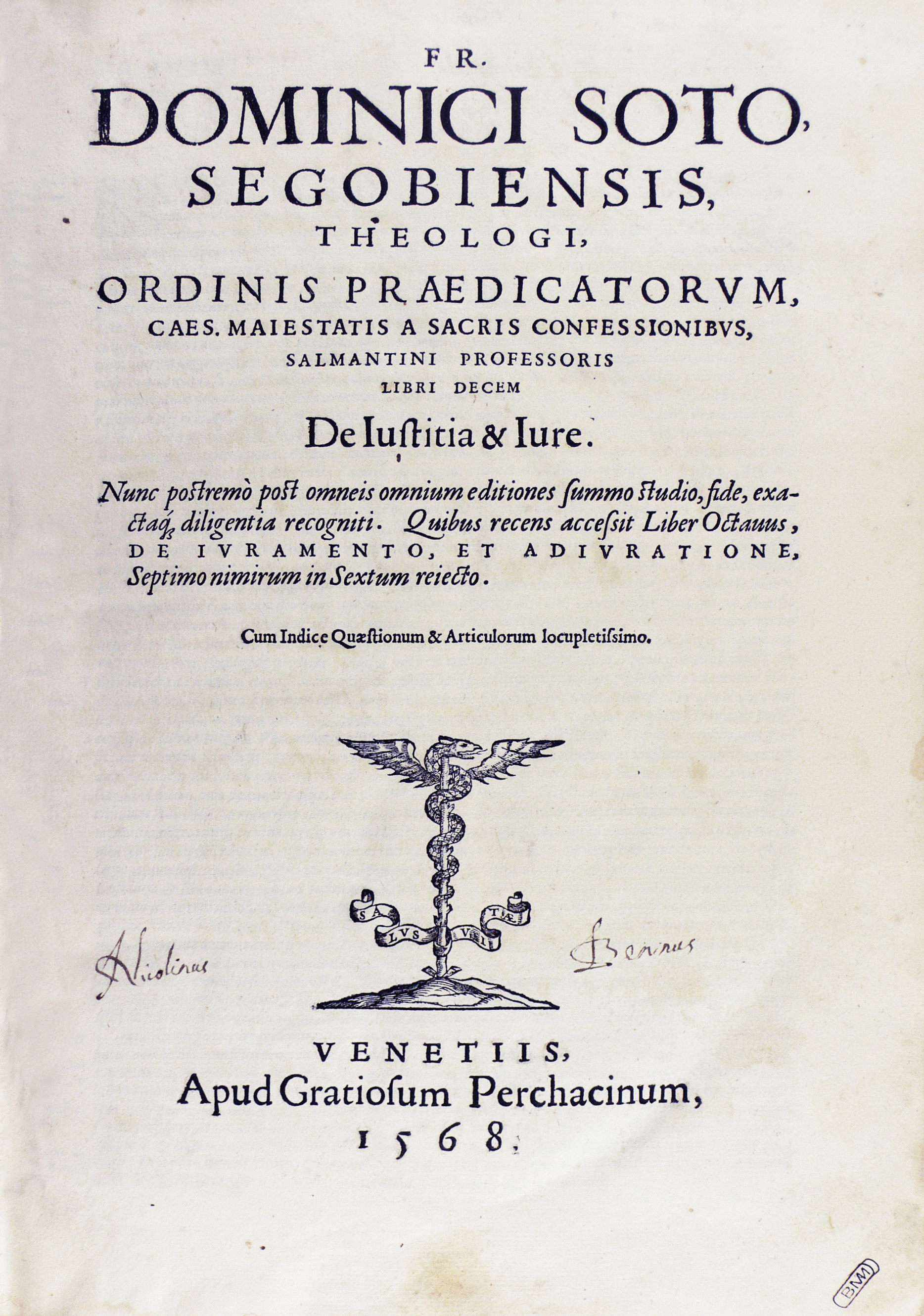
De iustitia et iure, 1568

Libri decem de iustitia & iure

Dominico de Soto OP (* 1494 in Segovia; † 15. November 1560 in Salamanca; span. Domingo de Soto) war ein spanischer Dominikaner, Lehrer für Theologie an der Universität Alcalá, Beichtvater Karls V. und ein führender Vertreter der spanischen Spätscholastik (Schule von Salamanca). Sein ursprünglicher Vorname lautete Francisco.

## Leben
Domingo stammte aus einfachen Verhältnissen, war als Sakristan tätig und studierte dann Theologie und Philosophie, zunächst an der Universität Alcalá, dann an der Sorbonne. 1524 trat der in Burgos in den Dominikanerorden ein und lehrte an der dominikanischen Hochschule in Segovia Philosophie und später an der Universität Salamanca Theologie, wobei er die Summa theologiae des hl. Thomas von Aquin kommentierte.
Von 1545 bis 1547 war Domingo als Theologe Karls V. und Vertreter des Dominikanerordens am Konzil von Trient, wo er die Rechtfertigungslehre des hl. Thomas vertrat und in Bezug auf die Beziehungen von göttlicher Gnade und menschlicher Freiheit weiterentwickelte. Er wurde Beichtvater des Kaisers, lehnte jedoch eine Ernennung zum Bischof von Segovia ab und kehrte stattdessen in sein Kloster zurück, wo er vom Konvent 1550 zum Prior gewählt wurde. Von 1552 bis zu seinem Tode lehrte er wieder an der Universität Salamanca.
Neben seiner theologischen Arbeit engagierte er sich besonders für das Armutsideal der Dominikaner und auch für die Rechte der Armen. In einer Disputation mit dem Infanten Philipp verteidigte er das Recht des Armen auf Selbstbestimmung und engagierte sich in der Disputation von Valladolid auf der Seite von Bartolomé de Las Casas für die Rechte der südamerikanischen Indianer.
De Soto wird auch eine Rolle in der Geschichte der Mechanik zugesprochen seit den Forschungen von Pierre Duhem, unter anderem kannte er das Konzept gleichmäßig beschleunigter Bewegung.

## Gedanken

### Vertragsrecht
Auch wenn einige glauben, dass Soto eine sehr wichtige Rolle bei der Systematisierung des Vertragsrechts gespielt hat, so muss sein Beitrag doch mit den Arbeiten früherer deutscher Juristen wie Matthäus von Krakau und Konrad Summenhart in Verbindung gebracht werden.
Unter seinen Entwicklungen erweitert er die Fälle, in denen der Willensmangel der Angst geltend gemacht werden kann, jedoch unter der Bedingung, dass der Vertragspartner Mut und Loyalität zeigt, ohne jedoch zu glauben, dass der Vertrag automatisch fehlerhaft ist: Es obliegt der eingeschüchterten Partei, sich auf die Angst zu berufen, um die Aufhebung der Verpflichtung zu erwirken.
Soto ist der Ansicht, dass es eine auf dem christlichen Naturrecht beruhende Vertragsfreiheit gibt. Allerdings ist er konservativer als die anderen Mitglieder der Schule von Salamanca, er ist der Ansicht, dass diese Freiheit von öffentlichen Behörden umrahmt werden muss, die sich um das Gemeinwohl kümmern, die zum Beispiel die freie Verfügung über ihr Eigentum auf Einzelpersonen beschränken können, deren Vernunft begrenzt ist oder strikt das Verbot des Zinswuchers anwenden.

### Soziale Denker
Als Prior des Klosters San Esteban musste Soto wiederholt die Versorgung der Armen organisieren und verteidigte ihre Rechte während der Hungersnöte 1540 und 1545. Er wandte sich gegen die Säkularisierung und die Übertragung von Kompetenzen der karitativen Einrichtungen der religiösen Orden auf die öffentlichen Autoritäten, wie sie insbesondere von Juan Luis Vives gefördert wurden. Soto vertritt die Ansicht, dass die Reichen und die Armen durch eine symbiotische Beziehung der gegenseitigen Notwendigkeit verbunden sind, indem die Armen die materielle Hilfe der Reichen zum Leben brauchen, aber die Reichen auch die Armen brauchen, um Caritas zu zeigen und das Heil ihrer Seelen zu erlangen.

## Schriften
Seine bekanntesten Schriften sind
- De ratione tegendi et detegendi secretum 1541
- In dialecticam Aristotelis commentarii 1544
- In VIII libros physicorum 1545
- De natura et gratia 1547
- Comment. in Ep. ad Romanos 1550
- De justitia et jure[12] 1556